# Archimedes (állatnem)
Az Archimedes a mohaállatok egyik sok fajt tartalmazó neme, amely a karbon és perm időszakokban élt. Nevét jellegzetes, az arkhimédészi csavarra hasonlító alakjáról kapta. Egymásba illesztett tölcsérekre vagy kelyhekre emlékeztet, amely építménynek az egyik oldalán a teraszszerű kanyarulatok összeolvadhatnak. Más fajok csőszerű, egyenes vázat hoztak létre, amelyen kívül csavarmenetes kitüremkedés volt. A csavar lehet jobb- és balmenetes egy fajon belül is. A házak mérete több centiméteres, szélsőséges esetben akár 10 cm is lehet. A vázat meszes, csavar alakú merevítés tette ellenállóvá – legtöbb leletében csak ez felismerhető –, de ezen a vázon kifelé legyezőszerűen kiszélesedő, finom rácsszerkezet épült fel. A fosszíliái ezért többnyire egy facsavarhoz hasonlítanak, míg az élő állat háza széles gallérokkal övezett spirál volt. Ez a szerkezet azért különleges, mert a legtöbb mohaállat váza egyenes vagy elágazó, de nem csavart. Európában és Észak-Amerikában gyakori fosszília.
A karbonban sekélytengeri fáciesű mészkövekben gyakori. Ezek a mészkövek általában sötétszürkék vagy feketék a magas bitumentartalomtól és kalciteresek. Ezek a tulajdonságok oxigénszegény vizekre vagy a szerves anyag gyors betemetődésére utalnak. Ám mivel általában gazdag faunát tartalmaznak, inkább az utóbbi lehetőség áll fenn. Az Archimedes ekkor még jóval kevésbé gyakori, mint a rokon Fenestella nem.
A karbon végén és a perm elején lassú változás kezdődött az éghajlatban és az élővilágban, de ez olyan lassú és fokozatos, hogy sokszor nem lehet éles határt vonni a két időszak között (ezért beszélnek permokarbon korszakról). Ekkor a mohaállatok egyre inkább túlsúlyba kerültek a többi sekélytengeri szervezettel szemben, hamarosan újra zátonyképzők lettek, a kihalt ordovíciumi Monticulipora helyét átvevő legfontosabbak – például Fenestella – között az Archimedes is ott van. A perm–triász határának környékén – csatlakozva több más zátonylakóhoz – kipusztult.